# Protégé (logiciel)
Pour les articles homonymes, voir Protégé.
Protégé est un éditeur d'ontologies combiné à un gestionnaire de connaissances open source. Il a été créé à l'université Stanford par Marc Musen et est très utilisé dans le domaine du Web sémantique et de la recherche en informatique. 
Protégé est développé en Java. Il est gratuit et son code source est publié sous licence BSD 2-clause. Les fonctionnalités peuvent être étendues à l'aide de plugins. Protégé peut lire et sauvegarder des ontologies dans la plupart des formats d'ontologies : RDF, RDFS, OWL, etc.

## Combinaison avec un moteur d'inférence
Protégé peut être utilisé en combinaison avec un moteur d'inférence tel que RacerPro ou Fact pour raisonner sur les ontologies (inférer de nouveaux faits), et vérifier la cohérence des modélisations réalisées.
Protégé a des concurrents tels que Hozo, OntoEdit et Swoop. 
Il est reconnu pour sa capacité à travailler sur des ontologies de grandes dimensions.

## Articles annexes
- ontologie
- Logique de description